# Mètode Template
A dins del marc de la programació orientada a objectes, el patró mètode Template (mètode plantilla o model) és un patró per solucionar problemes comuns de programari. El patró de disseny Template Method és un patró de comportament, aquest patró ens permet definir una estructura algorítmica a la superclasse, delegant la implementació d'alguns mètodes a les subclasses. És un patró que utilitza el principi de Hollywood: Don't call us, we'll call you! a més ens facilita la utilització de hooks.
El mètode Template és un patró de comportament que serveix per definir l'esquelet d'un algorisme, delegant a les seves subclasses alguns dels passos d'aquest algorisme. El mètode Template és utilitzat quan moltes classes han d'implementar un mateix comportament que només varia en algunes parts, també ens trobem amb la implementació de mètodes de ganxo (hooks), petits salts en el flux del programa que ens permeten fer consultes a les classes concretes, el patró template també utilitza el principi de Hollywood (o principi d'inversió): Don't call us, we'll call you.

## Propòsit
Permetre que certs passos d'un algorisme definit en una operació d'una superclasse, siguin redefinits en les subclasses sense necessitat d'haver de sobreescriure l'operació sencera.

## Aplicabilitat
La utilització del patró Mètode plantilla és adequada en els següents casos:
- Quan tenim un algorisme amb diversos passos que no canvien, tal que canvien per les subclasses.
- Per evitar la replicació de codi amb la generalització del comportament comú de diverses subclasses en una única superclasse.
- Per controlar les extensions de les subclasses. El mètode Template utilitza mètodes especials (mètodes de ganxo o hooks) en alguns punts, sent els únics punts que poden ser redefinits i, per tant, els únics punts on és possible l'extensió.

## Estructura
Es mostra a continuació l'estructura que utilitza el patró Template:

## Participants

### Classe Abstracta
Proporciona la definició d'una sèrie d'operacions primitives (normalment abstractes) que implementen els passos d'un algorisme i que seran definits en les subclasses. S'encarrega també de la implementació d'un mètode en el que s'invocaran entre altres les operacions primitives. Aquest mètode actua com plantilla, per això el nom del patró, definint la seqüència d'operacions d'un algorisme.

### Classe Concreta
Implementa les operacions primitives definides en la classe abstracta de la qual hereta, quedant determinat el comportament específic de l'algorisme definit en el mètode plantilla, per cada subclasse.

## Col·laboracions
Les classes concretes es basen en la classe abstracta per implementar la part invariant de l'algorisme.

## Implementació
Per a implementar aquest patró cal tenir en compte els següents detalls:
- És recomanable declarar les operacions primitives de tal manera que només puguin ser cridades pel mètode plantilla (protected si es treballa en Java).

- Cal reduir al màxim el nombre d'operacions primitives que seran invocades des del mètode plantilla. D'aquesta manera es reduirà la complexitat de les subclasses i, per tant, la implementació serà més fàcil.

## Exemple d'implementació en Java
Per implementar el mètode plantilla es vol simular el desplaçament d'un cotxe, que bàsicament es pot simplificar
en: accelerar, canviar de marxa i frenar. El procés d'accelerar i frenar es pot considerar que és idèntic en tots els cotxes, i ha diferencia en la forma canviar de marxa que varia d'uns als altres, els cotxes amb canvi manual i els de canvi automàtic.
Podem considerar una superclasse Cotxe en la que es defineix el
mètode plantilla (Template Method) desplaçar, des del que es crida a l'operació primitiva canviarMarxa(), que és implementada d'una forma en la subclasse CotxeManual i de forma diferent en la subclasse CotxeAutomatic.
El resultat de l'execució del programa és el següent:

Patrons relacionats.
El mètode plantilla es relaciona freqüentment amb els següents patrons de disseny:
- Strategy Method. Els mètodes plantilla fan servir l'herència per variar el comportament d'un algorisme. En el cas del patró Strategy es fa servir la delegació i es modifica l'algorisme sencer.
- Factory Method. Els mètodes Factory (fabricació) solen ser cridats des del mètode plantilla.

## Exemple
```
/**

 * An abstract class that is common to several games in

 * which players play against the others, but only one is

 * playing at a given time.

 */

public
 
abstract
 
class
 
Joc
{

 
protected
 
int
 
torn
;

 
abstract
 
void
 
inicialitzarJoc
();

 
abstract
 
void
 
ferJugada
(
int
 
player
);

 
abstract
 
boolean
 
fiJoc
();

 
abstract
 
void
 
mostrarGuanyador
();

 
/* A template method */

 
public
 
final
 
void
 
jugar
(
int
 
torn
)
 
{

 
this
.
torn
 
=
 
torn
;

 
inicialitzarJoc
();

 
int
 
j
 
=
 
0
;

 
while
 
(
!
fiJoc
())
 
{

 
ferJugada
(
j
);

 
j
 
=
 
(
j
 
+
 
1
)
 
%
 
torn
;

 
}

 
mostrarGuanyador
();

 
}

}

//Now we can extend this class in order 

//to implement actual games:

public
 
class
 
Monopoli
 
extends
 
Joc
 
{

 
/* Implementation of necessary concrete methods */

 
public
 
void
 
inicialitzarJoc
()
 
{

 
// Inicialitzar jugadors

 
// Inicialitzar diners inicials

 
}

 
public
 
void
 
ferJugada
(
int
 
jugador
)
 
{

 
// Fer una tirada

 
}

 
public
 
boolean
 
fiJoc
()
 
{

 
// Retorna true si el joc a finalitzat

 
// segons les regles del Monopoliu

 
}

 
public
 
int
 
intGuanyador
()
 
{

 
// Mostra qui guanya

 
}

 
/* Altres funcions del joc. */

 
// ...

}

public
 
class
 
Trivial
 
extends
 
Joc
 
{

 
/* Implementation of necessary concrete methods */

 
public
 
void
 
inicialitzarJoc
()
 
{

 
// Initialize players

 
// Put the pieces on the board

 
}

 
public
 
void
 
ferJugada
(
int
 
player
)
 
{

 
// Process a turn for the player

 
}

 
public
 
boolean
 
fiJoc
()
 
{

 
// Return true if in Checkmate or 

 
// Stalemate has been reached

 
}

 
public
 
void
 
mostrarGuanyador
()
 
{

 
// Mostrar el guanyador

 
}

 
/* Altres funcions del joc. */

 
// ...

}

```